# 苏布拉嘎盆地
苏布拉嘎山谷或苏布拉嘎盆地，位于蒙古国肯特省巴特瑙劳布县依德尔莫格（Идэрмэг）境内，距省会温都尔汗约70公里。四周是小丘陵，中间的盆地十分平坦，南北长约三千米，东西宽约八百米。
1971年9月13日，林彪等人搭乘霍克薛利三叉戟型飞机，在此地坠毁，机上人员全部死亡，史称九一三事件。